# Dwoje bliskich obcych ludzi
Dwoje bliskich obcych ludzi – polski film obyczajowy z 1974 r. w reżyserii Włodzimierza Haupego.

## Obsada aktorska
- Ewa Żukowska – Barbara Bobrowska
- Jan Englert – Maciek Bobrowski, mąż Barbary
- Jolanta Bohdal – Krystyna, kochanka Maćka
- Ewa Markiewicz – Pucka, córka Bobrowskich
- Janusz Bukowski – Tomasz, kochanek Barbary
- Ryszard Dembiński – mecenas Majewski, adwokat Maćka
- Wiesława Grochowska
- Alicja Sobieraj

## Fabuła
Młode małżeństwo znajduje się na granicy rozpadu. Każde z nich zaangażowało się już w związki uczuciowe z innymi osobami. Nie pozostaje więc nic innego jak rozwód, poprzedzony batalią o wysokość alimentów, jednak obojgu brakuje woli do wykonania tego kroku. Powodem jest mała Pucka – dziecko, które szczerze kochają i za które czują się odpowiedzialni.

## Nagrody
- 1. Festiwal Polskich Filmów Fabularnych w Gdańsku
  - nagroda Publiczności w kategorii filmu telewizyjnego